# Foundation Fieldbus
Foundation Fieldbus – jeden z protokołów cyfrowych stosowanych w przemyśle do komunikacji urządzeń pomiarowych (przetworników, przepływomierzy), czy też zaworów regulacyjnych, z systemami rozproszonymi.

## Krótki opis
Foundation Fieldbus działa na podobnej zasadzie co ethernetowa sieć komputerowa. Zarówno urządzenie pomiarowe, jak i karta systemu DCS są równorzędnymi serwerami danych z dwustronną komunikacją. Na jednym segmencie możemy umieścić do 32 urządzeń (dla Fieldbus H1). Przewodem transmisji danych dostarczane jest również zasilanie.
Rozróżnia się dwa typy sieci Foundation Fieldbus:
- Fieldbus H1 – (podstawowa) pracuje z szybkością 31.25 kbit/s, stosowana w przemysłowych układach regulacji. Może być stosowana w strefach zagrożonych wybuchem.
- HSE (high speed ethernet) – szybka sieć 100 Mb/s min dla sterowania zaawansowanego czy łączenia kontrolerów.

Producenci urządzeń Foundation Fieldbus zrzeszeni są w Fundacji. Każde urządzenie wprowadzone na rynek musi być przebadane i zaaprobowane przez Fundację.

## Wynalezienie i rozwój
Protokół został stworzony przez brazylijską firmę SMAR, natomiast na skalę przemysłową rozwinęła go amerykańska firma Emerson Process Management w swoim systemie DeltaV. Ważniejsze daty w rozwoju protokołu:
- Ukończenie draftu specyfikacji H1, Maj 1995
- Prezentacja technologii H1 w Monsanto Chocolate Bayou, Październik 1996
- Rejestracja pierwszych produktów H1, Sierpień 1998
- Koncepcja High Speed Ethernet (HSE) i wstępna specyfikacja, Sierpień 1999
- Rejestracja pierwszych urządzeń HSE, Maj 2001

## Zastosowanie
Foundation Fieldbus jest stosowany na świecie w szeregu instalacji rafineryjnych, chemicznych czy spożywczych. W Polsce m.in. w Rafinerii Trzebinia na Instalacji Hydrorafinacji Parafin, czy w firmie Carbowil na Instalacji CO2. Protokół stosują czołowi producenci urządzeń automatyki tacy jak:
- ABB
- AUMA
- Emerson
- Endress+Hauser
- Honeywell
- Pepperl+Fuchs
- Siemens
- Yokogawa

## Cechy protokołu
Protokół ten oprócz podstawowej informacji pomiarowej zapewnia:
- obniżenie i uproszczenie okablowania
- zmniejszenie ilości separatorów iskrobezpiecznych w strefach zagrożonych wybuchem.
- podwyższenie dokładności pomiaru (eliminacja części błędów przetwarzania)
- zdalną konfigurację urządzeń on-line
- diagnostykę urządzeń (diagnostyka zaworów regulacyjnych poprzez ustawnik pozycyjny)
- diagnostykę maszyn i urządzeń poprzez analizę szumów pomiarowych np. diagnostyka pomp poprzez przetworniki pomiarowe lub też przepływomierze
- realizację pętli regulacji bezpośrednio w urządzeniu pomiarowym lub zaworze (ang. Control in the Field), co umożliwia bezprzerwowe działanie procesu nawet w przypadku awarii DCS.
- redundancję urządzeń
- w porównaniu z Profibus przenosi część logiki na obiekt. Jest przy tym rozwiązaniem droższym i bardziej skomplikowanym pod względem eksploatacyjnym.

## Normy
- Foundation H1 – IEC 61158
- Fieldbus HSE – IEC 61131-3
- Foundation H1 – EN 50170 Euronorm